# Estação Ferroviária de Valadares
A estação ferroviária de Valadares, ou apeadeiro de Valadares, (nome anteriormente grafado como "Valladares"), é uma interface da Linha do Norte, que serve a vila de Valadares, no Município de Vila Nova de Gaia, em Portugal.

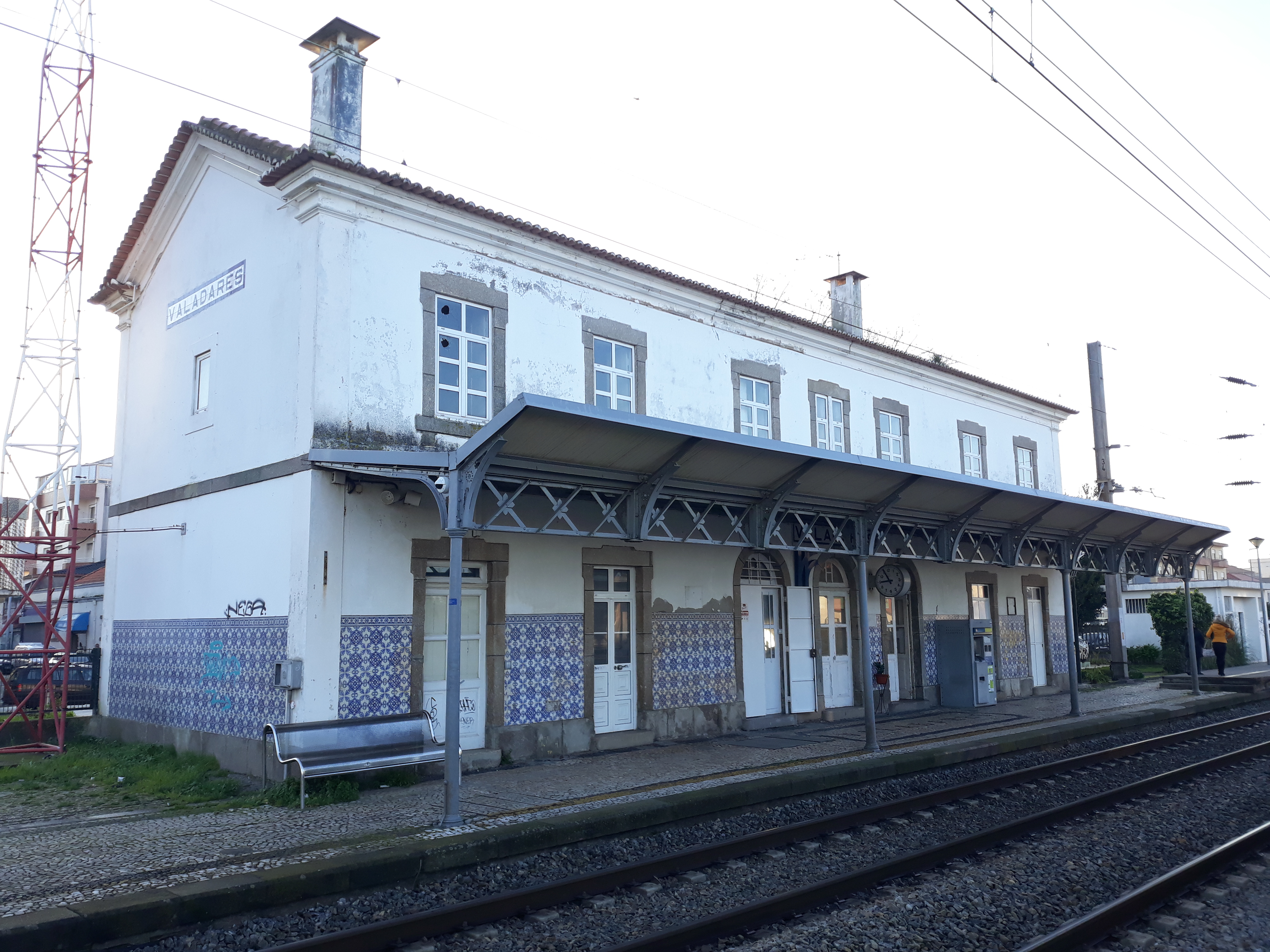
A Estação de Valadares em Janeiro de 2020.

## Descrição

### Localização e acessos
Situa-se junto ao Largo da Estação, na localidade de Valadares.

### Infraestrutura
Como apeadeiro numa linha de via dupla, esta interface apresenta-se nas duas vias de circulação (I e II) cada uma acessível por plataforma — ambas com de 150 m de comprimento e 90 cm de altura. O edifício de passageiros situa-se do lado nascente da via (lado direito do sentido ascendente, a Campanhã).

### Serviços
Em dados de 2023, esta interface é servida por comboios de passageiros da C.P. de tipo urbano no serviço “Linha do Aveiro”, tipicamente com 31 circulações diárias em cada sentido entre Porto-São Bento ou Porto-Campanhã e Aveiro ou Ovar; passam sem parar nesta interface 40 circulações diárias do mesmo serviço.

## História
Durante o planeamento da Linha do Norte, na década de 1860, a Companhia Real dos Caminhos de Ferro Portugueses apresentou uma alteração ao percurso original da linha entre Miramar e o Porto, fazendo-a circular mais pelo interior, melhorando as condições de acesso à cidade e o local onde seria construída a estação de Vila Nova de Gaia, e ao mesmo tempo aproximando-a de várias povoações pelo caminho, incluindo Valadares. A escolha do percurso entre Valadares e o Porto, em especial, foi de grande complexidade técnica, devido aos problemas em atravessar o Rio Douro. Um dos traçados propostos, conhecido como Campo do Cirne, ditava a instalação, além da linha até ao Porto, de um ramal saindo de Valadares, que iria terminar numa estação de mercadorias nas imediações de Sampaio, na margem esquerda do Rio Douro. A Companhia Real foi depois autorizada a construir a linha principal, segundo um novo percurso e sem instalar o ramal de mercadorias, embora tenha surgido uma nova proposta para construir este último, apresentado por Maximiliano Scheck, igualmente saindo de Valadares.
Assim, o lanço da Linha do Norte entre Estarreja e Vila Nova de Gaia, onde se encontra Valadares, foi inaugurado pela Companhia Real em 8 de Julho de 1863. Em 10 de Abril de 1864, foi inaugurado o lanço entre Estarreja e Taveiro, tendo a Companhia Real criado novos serviços mistos entre Vila Nova de Gaia e Coimbra, que paravam em diversas estações pelo caminho, incluindo a de Valadares. Em finais de 1896, os comboios Lisboa-Porto passarem a ter paragens de 1 min. em Valadares.
Em Dezembro de 1901, já tinha sido construída a segunda via além de Valadares, no âmbito da duplicação do troço entre Gaia e Espinho. Em 1934, a Companhia dos Caminhos de Ferro Portugueses instalou um posto médico nesta estação.
No XI Concurso das Estações Floridas, organizado em 1952 pela Companhia dos Caminhos de Ferro Portugueses e pela Repartição de Turismo do Secretariado Nacional de Informação, a estação de Valadares foi premiada com uma menção honrosa simples. A cerimónia de entrega dos prémios realizou-se em 11 de Maio do ano seguinte, sendo o chefe da estação Hermínio Pintão. No XIII Concurso, em 1954, esta estação foi premiada com um diploma de menção honrosa especial.

Em Janeiro de 2011, esta interface tinha ainda a classificação de estação, com três vias de circulação com 434, 300 e 401 m de comprimento e plataformas que apresentavam 200 e 256 m de extensão, e 70 a 35 cm de altura. Mais tarde, foi despromovida à classificação de apeadeiro.

## Leitura recomendada
- QUEIRÓS, Amílcar (1976). Os Primeiros Caminhos de Ferro de Portugal: As Linhas Férreas do Leste e do Norte. Coimbra: Coimbra Editora. 45 páginas
- SALGUEIRO, Ângela (2008). A Companhia Real dos Caminhos de Ferro Portugueses: 1859-1891. Lisboa: Univ. Nova de Lisboa. 145 páginas